# Live at the Rainbow 1973
Albums de Sweet
Live in Denmark 1976
(1998) Sweetlife
(2002)
Live at the Rainbow 1973 (The Complete Concert) est un album en public du groupe de glam rock anglais Sweet. Il a été réalisé le 25 octobre 1999 par le label allemand BMG.
Le concert qui est reproduit ici dans son intégralité a été enregistré le 21 décembre 1973 au Rainbow Theatre de Londres. Sept des titres figurant sur cet album se trouvaient déjà sur le double album mi-compilation mi-album live de 1975, Strung Up.

## Liste des titres
1. Intro
2. Hell Raiser* (Nicky Chinn / Mike Chapman) - 3:36
3. Burning/Someone Else Will* (Brian Connolly / Steve Priest / Andy Scott / Mick Tucker) - 5:53
4. Rock'N'Roll Disgrace* (Conolly / Priest / Scott / Tucker) - 4:24
5. Wig Wam Bam (Chinn / Chapman) - 3:05
6. Need a Lot of Loving* (Conolly / Priest / Scott / Tucker) - 2:57
7. Done Me Wrong Alright* (Conolly / Priest / Scott / Tucker) - 7:59
8. You're Not Wrong for Loving Me* (Conolly / Priest / Scott / Tucker) - 3:19
9. The Man With the Golden Arm* (Elmer Bernstein / Sylvia Fine) - 13:02
10. Little Willy (Chinn / Chapman) - 4:10
11. Teenage Rampage (Chinn / Chapman) - 3:35
12. Rock'N'Roll Medley - 8:28
  1. Keep on Knockin' (Perry Bradford / Little Richard)
  2. Shakin' All Over (Johnny Kidd)
  3. Lucille (Albert Collins / Little Richard)
  4. Great Balls of Fire (Otis Blackwell)
  5. Reelin'and Rockin' (Chuck Berry)
  6. Peppermint Twist (Joey Dee / Henry Glover)
  7. Shout (The Isley Brothers)
13. Ballroom Blitz (Chinn / Chapman) - 4:26
14. Blockbuster (Chinn / Chapman) - 5:31

Note - les titres marqués d'un astérisque étaient déjà publiés sur l'album Strung Up.

## Musiciens
- Brian Connolly: chant
- Steve Priest: basse, chant, chœurs
- Andy Scott: guitares, claviers, chant, chœurs
- Mike Tucker: batterie, percussions, chœurs